# Zóny placeného stání v Praze

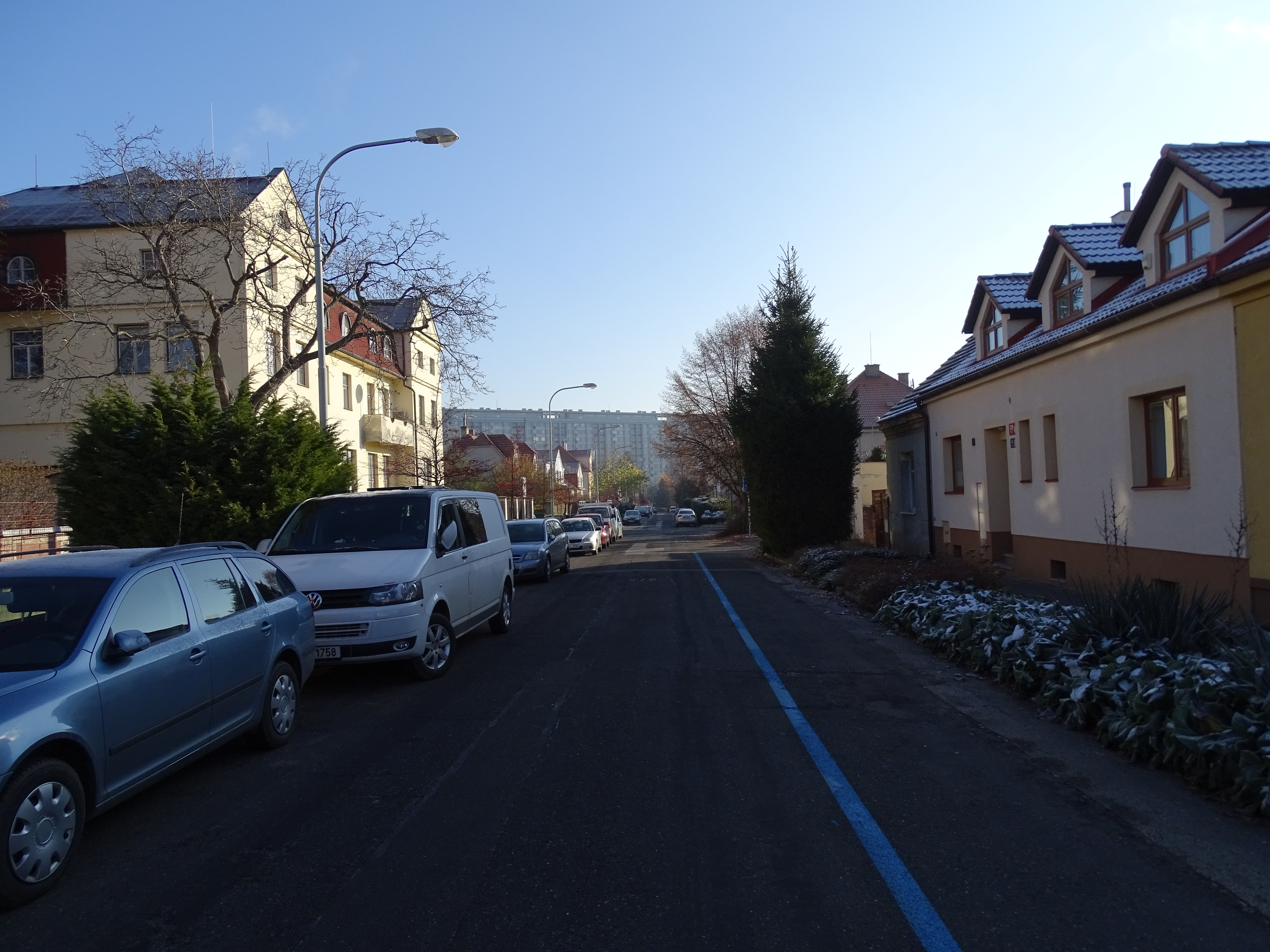
Efekt zřízení placené rezidentské zóny ve Veltěžské ulici v Kobylisích: zóna je vyznačena po jedné straně ulice, všichni však parkují zadarmo na opačné straně

Od osmdesátých let 20. století jsou v Praze postupně zřizovány zóny placeného stání.Postupně byla zavedena zóna A-Staré město, B -Nové Město. Později vznikla zóna C -Malá Strana. Od roku 1996 existují modré zóny pro parkování rezidentů s dlouhodobou parkovací kartou, oranžová a zelená zóna pro krátkodobé parkování návštěvníků placené prostřednictvím parkovacích automatů (oranžová zóna je pro stání do doby 2 hodin, zelená do 6 hodin). Od roku 1996 do roku 2008 byly jednotlivé oblasti svěřovány různým správcům, od roku 2016 pak byla uzavřena smlouva se společností Eltodo a.s., které byly postupně předány do správy nejen nové, ale i stávající oblasti, a byl zaveden nový systém, založený na elektronických platbách, kterými byly nahrazeny parkovací karty.

## Typy zón
Zóny placeného stání se rozlišují barevným pruhem na dodatkové tabulce pod svislou dopravní značkou označující parkoviště:
- modrá zóna: stání povoleno rezidentům a abonentům, tj. obyvatelům a podnikatelům sídlícím v městské části, původně na základě zakoupené parkovací karty (parkovací karta však držiteli nezaručovala, že nalezne volné parkovací místo); Z právního hlediska jsou modré zóny vyhrazeným parkovištěm, tj. odtah neoprávněně parkujícího vozidla je možný i v případě, kdy netvoří překážku provozu.
- oranžová zóna: krátkodobé stání (maximálně 2 hodiny) s placením pomocí parkovacího automatu
- zelená zóna: střednědobé stání (maximálně 6 hodin) s placením pomocí parkovacího automatu
- vyhrazená stání: pro invalidy se vyznačují na základě zákonného nároku, pro jiné subjekty zpravidla na základě povolení zvláštního užívání pozemní komunikace, v případě komerčních subjektů výrazně zpoplatněného.

V novém systému, spouštěném od podzimu 2014, měly být čtyři typy zón. Dosavadní zelené zóny pro střednědobé stání a část rezidentních zón měly být nahrazeny fialovými smíšenými zónami, nově mají být zavedeny zelené zóny pro vybrané druhy vozidel.
- smíšená zóna (fialová): přes den (předběžně stanoveno na dobu mezi 8. a 20. hodinou) zde mohou kromě rezidentů zaparkovat i další řidiči, stání je placené
- návštěvnická zóna (oranžová): placené stání s dobou omezenou na 2 hodiny, navrženo ke zdravotním střediskům a úřadům.
- rezidentní zóna (modrá)
- ekologická zóna (zelená): pouze pro ekologické vozy a vozy v systému carsharingu

V systému zaváděném od roku 2016 byly parkovací karty rezidentů v modrých zónách nahrazeny elektronickými platbami a zároveň bylo umožněno krátkodobé parkování na základě mobilních plateb podle tzv. virtuálních parkovacích hodin.

## Spory

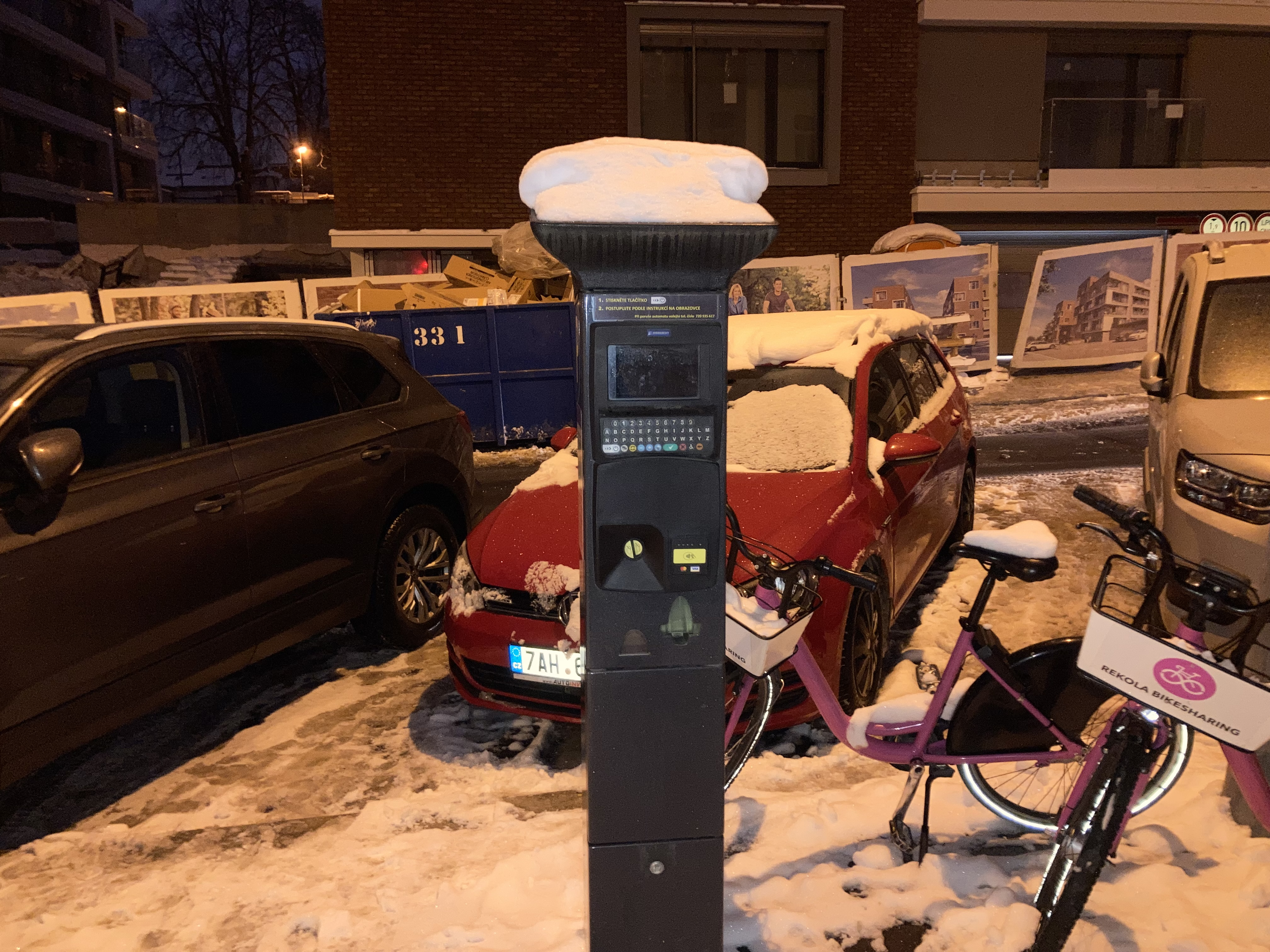
Parkovací hodiny v Libni (prosinec 2023)

Zpoplatnění bylo zpočátku v médiích i u soudů napadáno s odůvodněním, že je v rozporu s právem obecného užívání pozemních komunikací. Rozsudek Městského soudu v Praze ze dne 30. září 1998 některé žaloby proti Evroparku bez možnosti dalšího odvolání zamítl jako bezdůvodné.
Neoprávněné stání v modré zóně bylo vyhodnocováno jako přestupek proti plynulosti a bezpečnosti provozu podle § 22 přestupkového zákona, neoprávněné stání v oranžové a zelené zóně jako přestupek na úseku státní správy a samosprávy dle § 46 přestupkového zákona. Ministerstvo dopravy vedlo s ministerstvem vnitra výkladový spor o oprávněnosti postihů.
V roce 2012 se k problematice zón placeného stání v Praze vyjádřil jak Nejvyšší správní soud, tak Ústavní soud, které odmítly příslušné opatření obecné povahy zrušit a potvrdily tak jeho platnost.

## Historie

### Pravobřežní Praha 1
Od osmdesátých let 20. století jsou v Praze postupně zřizovány zóny placeného stání.Postupně byla zavedena zóna A-Staré město, B -Nové Město. V roce 1992 rozhodlo zastupitelstvo města o vyhlášení výběrového řízení na provozování zón placeného stání v pravobřežní části městské části Praha 1 (t. j. na Starém Městě, v Josefově a v severní části Nového Města). Uspěla francouzská společnost GTM-ENTREPOSE, která pro provozování systému zřídila českou dceřinou společnost Evropark Praha a. s. Smlouva byla uzavřena 7. srpna 1995, zóna placeného stání na pravém břehu byla společností Evropark převzata 29. dubna 1996. Zóny a podmínky jejich užívání byly určeny pouze stanovením místní úpravy provozu na pozemních komunikacích.
Dne 1. 4. 1999 nabyla účinnosti vyhláška hlavního města Prahy č. 14/1997 Sb. HMP, o stání silničních motorových vozidel na vymezených místních komunikacích na území městské části Praha 1 za cenu sjednanou podle cenových předpisů, která zóny a podmínky jejich užívání stanovila s odvoláním na nový Zákon o pozemních komunikacích, 13/1997 Sb.
V pravobřežní části Prahy 1 bylo takto vyznačeno kolem 6000 míst v modré zóně, kolem dvou a půl tisíce míst v oranžové a zelené zóně (přičemž v průběhu let se jejich počet snížil o několik set na úkor modré zóny) s asi 140 parkovacími automaty, a kolem 500 dalších vyhrazených míst, z toho asi polovina pro invalidy.

### Rozšíření 2007/2008
Rada hl. m. Prahy na svém zasedání 24. února 2004 souhlasila s návrhem městské části Praha 16, aby tato městská část vykonávala funkci správce placeného stání na místních komunikacích v rámci území své městské části, respektive touto funkcí pověřila jiný subjekt na základě vlastního výběrového řízení. Pro tento účel pak byla v roce 2007 vymezena jako oblast č. 16 ulice Vrážská a část ulice Sídliště před zdravotním střediskem.
Systém měl být od 1. října 2007 rozšířen i na území levobřežní části městské části Praha 1 (zejména Malá Strana a Hradčany) a do městských částí Praha 2, Praha 3 a Praha 7. Z důvodů komplikací však byl zaváděn o něco později a postupně.
V dubnu 2007 rada HMP schválila přípravu výběrového řízení na správce zón. 17. července 2007 schválila Rada HMP ceník zón placeného stání. Pro území Prahy 1 (levý břeh), Prahy 2 a Prahy 7 byla rozhodnutím radních jako správce parkovací zóny vybrána Parking Praha a. s., pro Prahu 3 společnost Activ, další dva zájemci byli ze soutěže vyřazeni, společnost A. S. A. se odvolala a podala stížnost i k Úřadu pro hospodářskou soutěž, ten zahájil řízení týkající se Prahy 3 a Prahy 7 dne 15. srpna 2007 a 10. prosince 2007 řízení o stížnosti zastavil, lhůta pro podání rozkladu je dalších 15 dní. 14. srpna 2007 Rada HMP vymezila přesný seznam ulic, v nichž budou zóny zavedeny.
V levobřežní části Prahy 1 a v Praze 2 byl nový systém zaveden od 1. listopadu 2007, v Praze 2 však byly parkovací automaty v oranžových a zelených zónách zprovozněny až od 14 hodin dne 19. prosince 2007.
V Praze 3 byl systém v modrých (rezidenčních) zónách spuštěn od 18. února 2008 8:00 hodin, oranžové zóny s parkovacími automaty od 1. dubna 2008. Vyhrazeno bylo celkem 13 200 parkovacích míst, z toho 11 300 pro rezidenty a abonenty (modré zóny) a 1700 pro návštěvníky (oranžové zóny) a 200 jiných míst.

V Praze 7 byly zóny zavedeny v roce 2008.
Systém byl tedy zaveden v těchto částech města:
- Praha 1, pravobřežní část: 29. dubna 1996 stanovením místní úpravy provozu, od 1. dubna 1999 podloženo vyhláškou hlavního města Prahy č. 14/1997 Sb. HMP, o stání silničních motorových vozidel na vymezených místních komunikacích na území městské části Praha 1 za cenu sjednanou podle cenových předpisů, správce Evropark Praha a. s.
- část sídliště Radotín v okrajové městské části Praha 16 (ulice Sídliště a Vrážská), od roku 2004[6]
- Praha 1, levobřežní část (Malá Strana a Hradčany): 1. listopadu 2007, správce Parking Praha a. s.
- Praha 2: modré zóny od 1. listopadu 2007, oranžové a zelené zóny od 14 hodin dne 19. prosince 2007, správce Parking Praha a. s.
- Praha 3: modré zóny od 18. února 2008 8 hodin, oranžové zóny od 1. dubna 2008, správce Activ a. s. Fialová zóna kombinovaná +24h/max po zaplacení pro návštěvníky.
- Praha 7: od 1. dubna 2008, správce Parking Praha a. s.

### Záměry pro další části Prahy
Praha 8 chtěla jít cestou zřizování nových parkovišť, například podzemního parkoviště pod Karlínským náměstím s kapacitou 150 aut, v němž by auta byla na parkovací místa dopravována automatickými výtahy. Uvažuje se rovněž o parkovacích zónách v Karlíně společných pro rezidenty i podnikatele, za něž by se platily podstatně nižší poplatky než v centru města – zatím se uvažovalo o termínu září 2008. V říjnu 2007 městská část v Karlíně uspořádala průzkum veřejného mínění, v němž 70 % obyvatel preferovalo zavedení zón.
Rada městské části Praha 5 v listopadu 2007 schválila úkol připravit do dvou měsíců studii placeného stání v městské části.
Městská část Praha 6 koncem roku 2007 zpracovávala studii parkování v Dejvicích a Bubenči. V polovině roku 2008 mají být zavedeny tzv. smíšené zóny, tedy modré zóny, které budou určeny současně pro obyvatele s dlouhodobými kartami i pro návštěvníky platící prostřednictvím parkovacích automatů.
25. května 2011 se zástupci městských částí Praha 5, Praha 6 a Praha 3 dohodly s magistrátem na zřízení placených zón v těchto městských částech. V Praze 6 mají zóny zahrnout oblast centra Dejvic, Bubeneč, pás Hradčan, Staré Dejvice a centrum Břevnova, v Praze 3 oblast Jarova. Návrh má být ještě asi tři měsíce dolaďován, pak o něm má rozhodnout rada města a zhruba rok poté, tedy na podzim 2012, by mohly být zóny zřízeny. Mají být zřízeny i smíšené zóny, v nichž v noci mohou parkovat pouze rezidenti, ve dne za poplatek kdokoliv. V ulicích plně využitých rezidenty mají být zřízeny rezidentní modré zóny. Podle informace z ledna 2012 městské části Praha 5, Praha 6 a Praha 3 předaly magistrátu své projekty, se zřízením se stále počítá na podzim 2012. Praha 4 uvažuje o zřízení placených zón v okolí stanic metra, Praha 10 uvažuje o referendu.
Městská část Praha 9 chtěla řešit svízelnou situaci zavedením rezidenčních zón v okolí stanic metra, především v okolí sídlišť Prosek a Střížkov. Oblast Vysočan v okolí stanice Vysočanská měla být realizována v roce 2013.
Městská část Praha 18 (Letňany) měla od března 2008 zavést modré zóny. Parkování však nemělo být zpoplatněno, ale obyvatelé měli mít možnost si kartu vyzvednout na úřadu městské části zdarma. Tento systém byl již v roce 2007 otestován v letňanské kolonce.
Praha 10 neplánovala zavádět parkovací zóny, ale zvažovala problematickou situaci u hranice s Prahou 2 řešit například tím, že by dodatkovou tabulkou bylo zakázáno parkování vozům bez povolení městské části Praha 10, a budováním podzemních garáží. Podle zprávy ze srpna 2011 Praha 10 o zavedení zón uvažuje a chce o tom vyhlásit referendum. Nicméně dle vyjádření městské části Praha 10 z března 2012 se referendum konat nebude. V podobném duchu vyznívá i článek na webu městské části Praha 10 z poloviny roku 2012.
Praha 4 plánovala zřídit parkovací zóny kolem stanic metra C v roce 2012.
Praha 11 chtěla zavést modré parkovací zóny v polovině roku 2013.
V červnu 2014 magistrát oznámil, že na částech území městských částí Praha 5, Praha 6 (v okolí stanic metra Dejvická a Hradčanská) a Praha 8 (v části Karlína mezi Florencí a Thámovou ulicí) bude na podzim 2014 spuštěn pilotní projekt nového systému zón placeného stání. Původní termín, konec srpna 2014, bude pravděpodobně posunut, hovoří se prý o konci října. K dalšímu rozšíření má dojít se začátkem roku 2015, zahrnuty mají být oblasti v městských částech Praha 4, Praha 9 a rozšířeny mají být oblasti v části Praha 8. Zveřejněn byl i cílový stav rozšiřování naplánovaný na rok 2018, kdy má systém fungovat v městských částech Praha 1 až Praha 10, Praha 11, Praha 13 a Praha 18. Kontroly mají být prováděny speciálním skenery registračních značek vozidel. Vedle stávajících kartiček pro rezidentní parkování v celé městské části mají vzniknout levnější parkovací karty (za zhruba poloviční cenu) jen pro vymezený výčet ulic v okolí bydliště řidiče.

### Nový harmonogram a smlouva s Eltodem
Podle zprávy z 10. prosince 2015 vyhlásil magistrát nový harmonogram zavádění placených zón, přičemž vycházel z požadavků jednotlivých městských částí. Náklady na zřízení zón měly být kolem půl miliardy korun, mají být postupně uhrazeny z parkovného. O čistý zisk z parkovného se budou městské části dělit s magistrátem, zisk z pokut přijde městským částem. Dodavatelem služeb se na základě výběrového řízení stala společnost Eltodo, za automaty a jejich pětiletý servis žádala 488 milionů korun.
- 1. dubna 2016:[29]
  - Praha 5 (Újezd)
  - Praha 6 (Bubeneč, část Dejvic)
- 1. května 2016:[29]
  - Praha 3 (Jarov)
  - Praha 4 (Nusle, část Podolí, Michle a Spořilova)
  - Praha 5 (Smíchov, Košíře)
  - Praha 6 (Dejvice, část Vokovic a Veleslavína)
  - Praha 8 (Karlín, Libeň)
  - Praha 9 (Vysočany)
- 1. června 2016:[29]
  - Praha 8 (Kobylisy, Ládví)
  - Praha 12 (okolí polikliniky Modřany)

Do dvou let by pak měla proběhnout aktualizace systému zón. Uvažovalo se o rozšíření do městských částí Prahy 10, 14, 13 a 12, kde měla být účelnost zón prověřena studiemi.

### Nová vlna rozšiřování
27. dubna 2016 vydala TSK hl. m. Prahy tiskovou zprávu, v níž avizovala zavádění nových parkovacích zón s moderním systémem kontroly kamerovými systémy a se zavedením virtuálních parkovacích hodin. Historický exkurz přitom začala už parkovacím řádem NVP z roku 1979, který zřizoval zóny A, B, C a D. Zmiňuje, že původní plán počítal se zavedením tzv. pilotních projektů na části území městských částí Praha 5 a MČ Praha 6 od 1. dubna 2016, a další oblasti, Praha 3, Praha 4, Praha 5, Praha 6, Praha 8 a Praha 9, měly být postupně zaváděny od 1. května 2016, přičemž v průběhu příprav do projektu vstupovaly a zase odstupovaly městské části Praha 10, Praha 11, Praha 12 a Praha 14 a městské části zahrnuté do projektu rozšiřování ZPS zase dávaly v průběhu příprav nekončící řadu připomínek ke změnám v již jednou schválených projektech. Na základě nařízení č. 7/2016 Sb. hl. m. Prahy již byla zahájena realizace přípravy, a „vzhledem k přísně stanoveným termínům pro realizaci je možné již nyní říci, že ZPS dle nové koncepce budou uváděny do provozu od druhé poloviny srpna 2016 až do září 2016 na městských částech Praha 3, Praha 5, Praha 6 a Praha 8“. Pro městské části Praha 4 a Praha 9 měly být po projednání připomínek těchto městských částí k nařízení hl. m. Prahy vypracovány nové projekty a realizace ZPS zde měla následovat, ale v době vydání tiskové zprávy ještě nebylo možné dopředu stanovit jejich termíny.  Modré zóny mohou maximálně na 3 hodiny využít i návštěvníci, možno platit pouze mobilní aplikací.
- 1. září 2016 – dle nařízení č. 7/2016 Sb. hl. m. Prahy byla rozšířena ZPS Praha 3 o oblast Jarov.[32][33]
- 1. října 2016 – dle nařízení č. 7/2016 Sb. hl. m. Prahy byla zřízena ZPS Praha 8 v Dolní Libni, Karlíně, Kobylisy+Ládví.[32][34] (dříve byl uváděn termín zprovoznění od 1. července 2016)
- 26. srpna 2017 došlo v souladu s nařízením č. 9/2017 Sb. hl. m. Prahy k rozšíření zóny placeného stání v městských částech Praha 5, Praha 6 a Praha 8.[35] Ačkoliv parkovací automaty a dopravní značky pro první fázi byly již v březnu 2016 připraveny, kvůli kritice a připomínkám ze strany městských částí byly všechny fáze rozšiřování odloženy, a to pracovně na srpen 2016. Praze 6 vadilo, že zóny na území této městské části měly být zavedeny ve dvou různých termínech, a Praha 4 protestovala proti zavedení zón na Spořilově.[36] Jako termín pro Prahu 5 (Smíchov, Motol+Homolka, Starý Barrandov) a Prahu 6 (Dejvice+Bubeneč, Evropská, Petřiny, Břevnov) byl uváděn 24. srpen 2016.
- 1. října 2017 přešly zóny v městských částech Praha 1 a Praha 2 pod elektronický režim a pod správu TSK hl. m. Prahy.[37]
- 1. února 2018 přešly zóny v městských částech Praha 3 a Praha 7 pod nový, elektronický systém a správce TSK hl. m. Prahy.[38]
- 1. července 2018 začal platit systém placených zón v části městské části Praha 4[39][40]
- 1. října 2018 byly rozšířeny placené zóny v oblasti Střížkova v městské části Praha 8 (střížkovská část sídliště Ďáblice)[41]
- 3. prosince 2018 byly rozšířeny placené zóny v městských částech Praha 5 (5 oblastí na různých místech městské části: u ulice Na Hřebenkách, severně od hřbitova Malvazinky, v ulici U Vojanky, v oblasti Nad Buďánkami, v oblasti ulic Ke Kotlářce a Zahradníčkova)[42] a Praha 8 (pás území od kobyliské vozovny k ulici Na Šutce)[43]
- 10. prosince 2018 byly rozšířeny placené zóny v městské části Praha 6 v šesti oblastech na různých místech městské části (několik ulic na Hanspaulce, několik ulic na Ořechovce, pás území u Kajetánky, vilová oblast severně od Větrníku, oblast ulice José Martího ve Veleslavíně)[44]
- V srpnu a v září 2019 bylo předběžně avizováno rozšíření v městských částech Praha 4, Praha 5, Praha 6 (koncem roku 2019) a Praha 9 (začátkem roku 2020) s tím, že již začíná být rozmisťováno dopravní značení, prozatím označené jako neplatné.[45][46]
- 18. listopadu 2019 byly zóny rozšířeny v městských částech Praha 5 (Cibulka, Šmukýřka, Farkáň, Černý Vrch)[47] a Praha 6 (Dolní Liboc, sídliště Na Dědině)[48]
- 2. prosince 2019 byly zóny rozšířeny v městské části Praha 4, na východě do oblasti Michle (Kačerov) a na jihozápadě do oblasti Braníka[49]
- 6. ledna 2020 byly zóny rozšířeny na městskou část Praha 9 v oblasti Libně a Vysočan.[50]

## Kontrola kamerovými vozidly

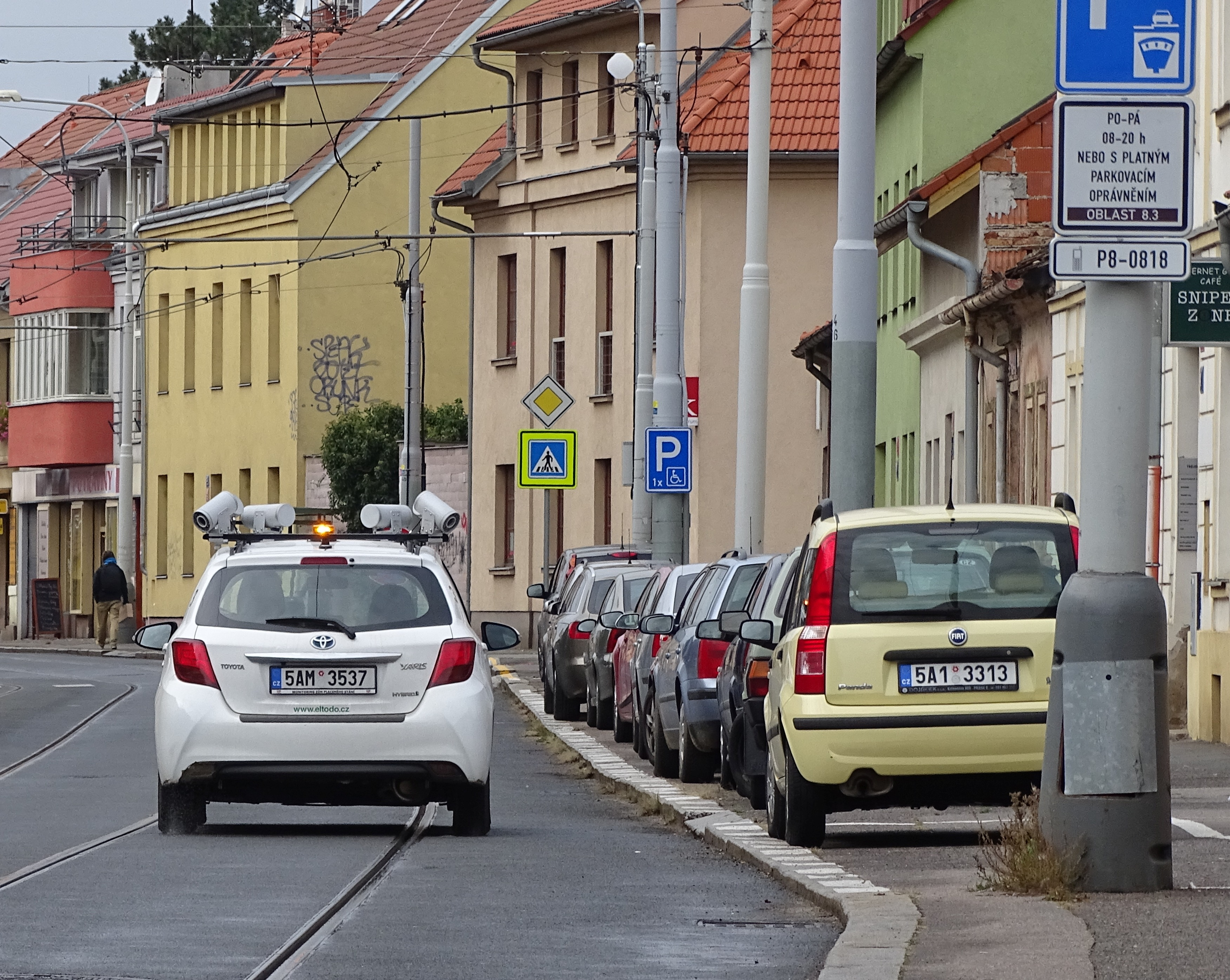
Kamerový automobil společnosti Eltodo kontroluje fialovou zónu v Trojské ulici, na okraji Kobylis v městské části Praha 8, říjen 2016

Parkování v placených zónách kontrolují od dubna až srpna 2016 kamerová vozidla společnosti Eltodo. Monitoring za pomoci vozu měly doplnit i ruční skenery.
Kvůli dobré manévrovatelnosti používí Eltodo automobily Toyota Yaris, a to s hybridním pohonem. Vozidlo je vybaveno na střeše šesti kamerami, z toho čtyři kamery jsou s infračerveným přisvícením, které slouží k rozpoznávání značek, a dvě normální kamery slouží jako přehledové kamery k fotodokumentaci dopravních značek i zaparkovaného auta pro městskou policii. V kufru automobilu jsou dva počítače, kvůli nim je do kufru zavedena velkou trubkou klimatizace. Systém Eltodo vyvinulo spolu s pražskou firmou Cortec. Cena jednoho monitorovacího auta včetně kamerového systému byla v roce 2016 uváděna 1,5 milionu korun a společnost Eltodo do budoucna počítala s osmi až deseti takovými vozy. V srpnu 2019 jich používala sedm. Kamery dodává společnost Camea.
Do map je zanesena přesná poloha modrých, fialových a oranžových zón, takže systém v autě ví, kde má registrační značku hledat – auta stojící na zákazu parkování mimo zóny systém neřeší. Řidič má ve vozidle tablet s navigací, ve které má nastavené trasy, které musí projet. Tras je celkem 32, každá měří 20 až 40 kilometrů a zabere asi jednu a půl hodiny, vozidlo denně zvládne v průměru šest tras a najede zhruba 200 kilometrů. Trasy jsou sestaveny tak, aby auto projelo každou ulicí v Praze minimálně 15krát za měsíc, ale časy průjezdů se mění, aby nebylo možné vysledovat, kdy konkrétní místo projede. Celou oblast Prahy 5, kde byl systém poprvé testován, podle plánu mělo vozidlo projet za maximálně dvě hodiny, za tu dobu mělo naskenovat registrační značky až dvou a půl tisíce automobilů. Podle plánů vozidla měla jezdit vždy ve dvojicích v minimálně tříminutovém a maximálně desetiminutovém odstupu, aby v případě podezření na přestupek bylo možné pořídit opakovanou dokumentaci potvrzující, že vozidlo skutečně nemá zaplaceno. Vozidla mají kontrolovat všechny ulice se zpoplatněným parkováním, kde jsou modré zóny a parkovací automaty, a několik vybraných úseků v okrajových částech Prahy. V některých městských částech jezdí jen od pondělí do pátku od 8 do 20 hodin, v centru Prahy ale jezdí nepřetržitě od pondělí do neděle. Jednou za měsíc se kamerová vozidla využívají i pro statistické účely, tedy dopravní průzkum. Danou oblastí pak řidič projíždí opakovaně sedmkrát za den a kamery pokaždé vyhodnocují, kolik a kdy v ulici parkuje aut.
Všechny značky naskenované v zónách jsou průběžně odesílány do centrálního informačního systému, který do několika sekund odpoví, zda má dané auto parkovací oprávnění. Fotografie aut s registračními značkami, které mají podle centrálního informačního systému parkování zaplaceno, se hned mažou, ty ostatní se ukládají do paměti, odkud jsou každý večer staženy, smazány a odeslány do stejné databáze. Datový balíček obsahuje údaje o času, pozici a značce auta a pět snímků fotodokumentace a řidič kamerového vozidla k nim vůbec nemá přístup. Z databáze je přebírá městská policie k vyhodnocení podezření z přestupku, přičemž napřed ještě ručně vyřazuje sanitky a další auta, která nespadají do režimu placeného parkování. Systém byl v roce 2016 nastavený na devadesátiprocentní úspěšnost, ve zbývajících deseti procentech byly značky, které nebyly spolehlivě rozpoznané a systém je neodeslal. Podle zprávy ze srpna 2019 kamery kromě českých značek rozeznají i většinu zahraničních a jejich úspěšnost je 95 procent. Podle zprávy z roku 2016 pokud kamery nedokážou značku načíst, tak ji neodešlou. Podle zprávy z roku 2019 však nečitelná značka je vyhodnocena jako auto s neuhrazeným parkováním a odeslána dál do systému.
Centrální informační systém spravuje na základě veřejné zakázky společnost Altron.
Podle zprávy ze srpna 2019 tyto kontrolní automobily denně odhalí až dva tisíce podezření na přestupky a udělají 60 milionů snímků. Podle zprávy ze srpna 2019 kamery pořídí za hodinu 360 tisíc snímků.
Praha za tuto kontrolu ročně platí zhruba 40 milionů korun.